# الدهادة (إب)
الدهادة هي إحدى قرى الجمهورية اليمنية. وهي تتبع جغرافيًا لمحافظة إب. وإداريًا لمديرية مذيخرة. يبلغ تعداد سكانها 3274 نسمة حسب الإحصاء الذي جرى عام 2004.